# Rhinoclemmys nasuta
La tartaruga di foresta naso largo (Rhinoclemmys nasuta (Boulenger, 1902)) è una specie di tartaruga della famiglia dei Geoemididi.

## Descrizione
Il carapace, lungo circa 220 mm, è ovale e di colorazione variabile dal marrone scuro al nero. Il piastrone presenta delle macchie nere su ogni scute, variabili in estensione, su una colorazione di fondo chiara. La testa ha una colorazione di base marrone scura o nera con striature bianche o giallastre. La deposizione avviene principalmente tra gennaio e marzo, vengono deposte 1-2 uova allungate. È una specie erbivora che si nutre di piante acquatiche, semi e frutti.

## Distribuzione e habitat
Distribuita in Colombia e in Ecuador lungo il bacino del Río Esmeraldas. Vive in un'ampia varietà di ambienti acquatici come fiumi, torrenti, lagune e laghi, in foreste tropicali umide al di sopra degli 800 m di altitudine.

## Conservazione
È una specie comunemente cacciata per le sue carni e per la medicina tradizionale in Colombia. Vengono anche raccolte per il commercio internazionale e il loro carapace è utilizzato per la costruzione di elementi decorativi. Non è inserita in Appendici CITES ed è considerata come Near Threatened dalla IUCN.